# XII Cos d'Exèrcit (Bàndol republicà)
El XII Cos d'Exèrcit va ser una formació militar pertanyent a l'Exèrcit Popular de la República que va lluitar durant la Guerra Civil Espanyola. Format per unitats de veterans, el llarg de la contesa va arribar a intervenir una destacada intervenció en algunes de les principals batalles de la guerra, com Aragó o l'Ebre.

## Historial
La formació va ser creada al juny de 1937, en el si de l'Exèrcit de l'Est. A la fi d'agost algunes de les seves unitats van intervenir en l'ofensiva de Saragossa, distingint-se la 25a Divisió en la batalla de Belchite.
Al març de 1938, al començament de l'ofensiva franquista, el XII Cos d'Exèrcit tenia establert la seva caserna general a Alcorisa i agrupava en les seves files a les divisions 24a, 30a i 44a; cobria el front que anava des del riu Ebre fins a Vivel del Río. Durant la retirada d'Aragó la formació va quedar va sofrir importants pèrdues i va quedar desfeta. Després del tall de la zona republicana en dues va quedar aïllat a Catalunya. Després de ser breument dissolt, el XII Cos seria reconstruït i assignat a l'Exèrcit de l'Ebre, agrupant en el seu si a les divisions 16a, 44a i 56a. El major de milícies Etelvino Vega Martínez va ser designat nou comandant del XII Cos d'Exèrcit.
Les divisions 16a i 44a van arribar a participar en els combats de l'Ebre, donant suport a les forces dels cossos d'exèrcit V i XV. La 56a Divisió va romandre al front del Segre, on va intervenir en els atacs contra Vilanova de la Barca i Seròs.
Al començament de la campanya de Catalunya el XII Cos d'Exèrcit cobria la línia del Segre. Tanmateix les seves unitats van tenir un mal acompliment enfront de l'ofensiva franquista; la 56a Divisió pràcticament va quedar desbandada, mentre que la 16a Divisió es va veure impotent per a poder oferir una defensa organitzada. Com a conseqüència, Etelvino Vega va ser fulminantment destituït al començament de gener de 1939, i substituït pel tinent coronel Francisco Galán Rodríguez. El XII Cos d'Exèrcit, tanmateix, va ser incapaç de poder resistir la pressió enemiga i va emprendre la retirada cap a la frontera francesa.

## Comandaments
Comandants
- coronel de cavalleria Pedro Sánchez Plaza;[13]
- tinent coronel Claudio Martín Barco;[14]
- major de milícies Etelvino Vega Martínez;
- tinent coronel Francisco Galán Rodríguez;

Comissaris
- Joan Moles i Martínez, d'ERC;
- Virgilio Llanos Manteca, del PSUC;[15]
- Saturnino Pérez Martínez, de la CNT;[16]

Cap de l'Estat Major
- tinent coronel Luis Fernández Ortigosa;[17]
- comandant Anastasio Santiago Rojo;
- major de milícies Pedro Ferrando Laura;
- major de milícies Ángel Calvo Herrera;[16]

## Ordre de batalla
| Data                | Exèrcit adscrit              | Divisions integrades | Front de batalla |
| Juny-Juliol de 1937 | Exèrcit de l'Est             | 25a, 30a i 44a       | Aragó            |
| Octubre de 1937     | Exèrcit de l'Est             | 25a i 30a            | Aragó            |
| Desembre de 1937    | Exèrcit de l'Est             | 24a, 30a i 44a       | Aragó            |
| Abril de 1938       | Agrupació Autònoma de l'Ebre | 16a, 44a i «Bellvís» | Segre-Ebre       |
| Juliol de 1938      | Exèrcit de l'Ebre            | 16a, 44a i 56a       | Segre-Ebre       |